# 今尾真
今尾 真（いまお まこと）は、日本の法学者。法学博士(早稲田大学)。
専門は民法。明治学院大学法学部法律学科教授。渋谷区「成年後見制度利用促進審議会委員」副会長。
明治学院大学学長。

## 人物・経歴
法政大学法学部法律学科卒業。法大在学中は、元法政大学総長の下森定教授の民法演習に参加していた。1990年に早稲田大学大学院法学研究科へと進学し、1997年に博士後期課程単位取得満期退学。院生の折、予備校にて公務員試験講座の講師を務めた。
2000年より明治学院大学法学部法律学科助教授、2006年から同学科教授。
2024年から明治学院大学学長。
日本私法学会、比較法学会、日仏法学会、フランス政治思想史学会に所属。

## 社会的活動
港区「社会福祉協議会 成年後見利用支援センター運営委員会」委員長、港区「成年後見制度利用促進協議会」会長などを歴任。また、2005年から2015年まで、裁判所職員採用総合職試験（法律・経済区分）委員を担当した。

## 著作等

### 共著
- 『ガイドブック　民法』（嵯峨野書院、2001年）
- 『マルシェ民法―物権法・担保物権法』（嵯峨野書院、2002年）
- 『マルシェ民法―債権総論』（嵯峨野書院、2008年）
- 『コンダクト　民法』（嵯峨野書院、2013年）

## 専門分野
- 民法
- 物権法